# Judson Kilpatrick
Hugh Judson Kilpatrick (Wantage Township, 14 gennaio 1836 – Santiago del Cile, 4 dicembre 1881) è stato un generale e politico statunitense fu un ufficiale dell'esercito dell'Unione durante la Guerra civile americana, raggiungendo il grado temporaneo di maggior generale.

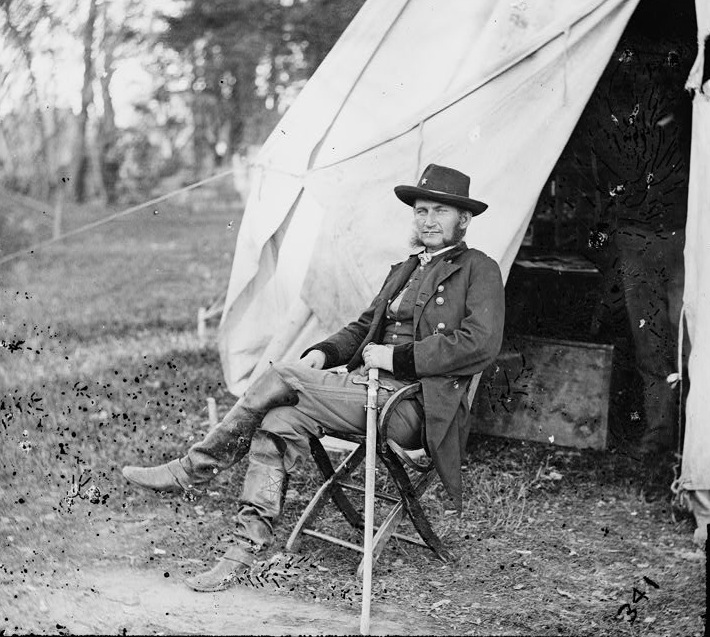
Hugh Judson Kilpatrick, settembre 1863

Dopo la guerra divenne ambasciatore degli Stati Uniti in Cile; si candidò alla Camera dei rappresentanti del Congresso, ma non venne eletto. Fu soprannominato Kilcavalry (assassino della cavalleria) a causa delle tattiche usate durante le battaglie che erano considerate eccessivamente spericolate per la vita dei soldati sotto il suo comando.